# Wincentów (Skaryszew)
Wincentów – część miasta Skaryszew w Polsce, w województwie mazowieckim, w powiecie radomskim. Rozpościera się wzdłuż obecnej ulicy Wincentowskiej, na północny wschód od centrum Skaryszewa.

## Historia
Wincentów to dawniej samodzielna wieś w gminie Bogusławice w powiecie radomskim w guberni radomskiej a od 1870 w gminie Skaryszew, w związku z odebraniem Skaryszewowi praw miejskich.
W II RP Wincentów należał do powiatu radomskiego w woj. kieleckim. 1 lipca 1922 osadę Skaryszew i wieś Wincentów wyłączono z gminy wiejskiej Skaryszew, tworząc z nich nową gminę miejską Skaryszew, przez co Wincentów stał się integralną częścią Skaryszewa.